# كمال الأجسام في الألعاب العالمية

شعار الألعاب العالمية

شاركت كمال الأجسام في جميع دورات الألعاب العالمية حتى أزيحت جانباً في 2009 بعد مشاكل تعاطي العقاقير المنشطة والبناءة. ولم تشارك منذ ذلك الحين في هذه الألعاب.